# روز بینی قرمز ۲۰۱۱
روز بینی قرمز ۲۰۱۱ (به انگلیسی: Red Nose Day 2011) یک رویداد جمع‌آوری کمک مالی بود که توسط کامیک ریلیف برگزار شد. از شامگاه ۱۸ مارس ۲۰۱۱ تا اوایل صبح روز بعد، بصورت زنده از یک تلویزیون تله‌تان از بی‌بی‌سی وان و بی‌بی‌سی دو پخش شد و همچنین تعدادی از رویدادهای پیش‌فرض برگزار شد. شعار روز قرمز بینی در سال ۲۰۱۱ از جمع‌آوری کنندگان کمک مالی دعوت کرد تا «برای پول کاری خنده‌دار انجام دهید».

## نتایج
کمک‌های مالی به روز بینی قرمز ۲۰۱۱ به ۷۴٫۳۶۰٫۲۰۷ پوند رسید که بزرگترین رقمی است که در این شب در تاریخ ۲۳ ساله این رویداد به دست آمده است. ریچارد کرتیس، یکی از بنیانگذاران کامیک ریلیف، گفت: «این بیش از آن چیزی است که ما تا به حال فکر می کردیم مطرح کنیم. سخاوت مردم بریتانیا خیره‌کننده است.»